# ایوانز آدوماکو
ایوانز آدوماکو (انگلیسی: Evans Adomako؛ زادهٔ ۶ سپتامبر ۱۹۹۷) بازیکن فوتبال اهل غنا است که برای کارلا یونایتد بازی می‌کند.